# العلاقات الفيجية الليبية
العلاقات الفيجية الليبية هي العلاقات الثنائية التي تجمع بين فيجي وليبيا.

## مقارنة بين البلدين
هذه مقارنة عامة ومرجعية للدولتين:
| وجه المقارنة                                              | فيجي                                                                 | ليبيا                                       |
| --------------------------------------------------------- | -------------------------------------------------------------------- | ------------------------------------------- |
| المساحة (كم2)                                             | 18.27 ألف                                                            | 1.76 مليون                                  |
| عدد السكان (نسمة)                                         | 915.30 ألف                                                           | 6.37 مليون                                  |
| الكثافة السكانية (ن./كم²)                                 | 50.1                                                                 | 3.62                                        |
| العاصمة                                                   | سوفا                                                                 | طرابلس                                      |
| اللغة الرسمية                                             | لغة إنجليزية، اللغة الفيجية، اللغة الفيجي الهندية، اللغة الهندستانية | اللغة العربية، اللغة العربية الفصحى الحديثة |
| العملة                                                    | دولار فيجي                                                           | دينار ليبي                                  |
| الناتج المحلي الإجمالي (بليون دولار)                      | 5.06 مليار                                                           | 50.98 مليار                                 |
| الناتج المحلي الإجمالي (تعادل القوة الشرائية) بليون دولار | 8.32 مليار                                                           | 69.32 مليار                                 |
| الناتج المحلي الإجمالي الاسمي للفرد دولار أمريكي          | 4.96 ألف                                                             |                                             |
| الناتج المحلي الإجمالي للفرد دولار أمريكي                 | 8.79 ألف                                                             | 15.60 ألف                                   |
| مؤشر التنمية البشرية                                      | 0.727                                                                | 0.724                                       |
| رمز المكالمات الدولي                                      | +679                                                                 | +218                                        |
| رمز الإنترنت                                              | .fj                                                                  | .ly                                         |
| المنطقة الزمنية                                           | ت ع م+12:00                                                          | ت ع م+02:00، توقيت شرق أوروبا               |

## منظمات دولية مشتركة
يشترك البلدان في عضوية مجموعة من المنظمات الدولية، منها:
| علم المنظمة | اسم المنظمة                        | تاريخ انضمام فيجي | تاريخ انضمام ليبيا |
| ----------- | ---------------------------------- | ----------------- | ------------------ |
|             | الاتحاد البريدي العالمي            | ?                 | ?                  |
|             | يونسكو                             | 14 يوليو 1983     | 27 يونيو 1953      |
|             | البنك الدولي للإنشاء والتعمير      | 28 مايو 1971      | 17 سبتمبر 1958     |
|             | وكالة ضمان الاستثمار متعدد الأطراف | 24 سبتمبر 1990    | 5 أبريل 1993       |
|             | الاتحاد الدولي للاتصالات           | 5 مايو 1971       | 3 فبراير 1953      |
|             | منظمة الشرطة الجنائية الدولية      | ?                 | ?                  |
|             | مؤسسة التمويل الدولية              | 12 يوليو 1979     | 18 سبتمبر 1958     |
|             | الأمم المتحدة                      | 13 أكتوبر 1970    | 14 ديسمبر 1955     |
|             | مؤسسة التنمية الدولية              | 29 سبتمبر 1972    | 1 أغسطس 1961       |
|             | منظمة حظر الأسلحة الكيميائية       | ?                 | ?                  |

## وصلات خارجية
- موقع وزارة الخارجية الفيجية
- موقع وزارة الخارجية الليبية